# 聯營航空361號班機空難
聯營航空361號班機空難是指在2013年10月3日時，一架隸屬於聯營航空的國內包機在從奈及利亞拉哥斯的穆爾塔拉·穆罕默德國際機場準備飛往位於翁多州的阿庫雷機場時墜毀，這架剛起飛後不久便墜毀的飛機為巴西航空工業公司所推出的EMB-120。